# Провинција Тотоми
Тотоми (јап. 遠江国) је једна од 66 историјских провинција Јапана, која је постојала од почетка 8. века (закон Таихо из 703. године) до Мејџи реформи у другој половини 19. века. Провинција се налазила на обали Пацифика, у средњем делу острва Хоншу, у области Токаидо.
Царским декретом од 29. августа 1871. све постојеће провинције замењене су префектурама. Територија Тотомија одговара западном делу данашње префектуре Шизуока.

## Географија
Тотоми се граничио са провинцијама Суруга на истоку, Шинано на северу и Микава на западу, док је на југу излазио на Тихи океан.

## Историја
У периоду Сенгоку Тотоми је био под влашћу феудалних господара из породице Имагава, а након битке код Окехазаме (1560) пао је под власт Токугава Ијејасу-а. У Тотомију су вођене битке код Микатагахаре (1573) и опсада замка Такатенџин (1581).